# Doris Self
Pour les articles homonymes, voir Self.
Doris Self, née le 18 septembre 1925 et morte le 3 octobre 2006 est une championne de jeu vidéo qui est reconnue dans les années 1980 comme « la championne de jeu vidéo la plus âgée du monde ». Elle est entrée dans le Livre Guinness des records 2007 en tant que concurrente la plus âgée lors de compétitions internationales de jeux vidéos. Le film documentaire The King of Kong: A Fistful of Quarters détaille la quête de Doris Self pour récupérer le titre de « champion le plus âgé », remporté par John Lawton, le cofondateur de 72 ans du Funspot Family Fun Center à Weirs Beach, dans le New Hampshire, qui avait gagné le titre mondial sur Depthcharge,.

## Biographie
Avant d'être championne de Q * bert, Doris Self était hôtesse de l'air. En 1945, à l'âge de 19 ans, elle devient l'une des femmes à intégrer la première promotion d'hôtesses de l'air sur la compagnie Eastern Air Lines. En 1954, alors qu'elle travaille avec l'as de l'aviation américaine Eddie Rickenbacker, elle cofonde The Silver Liners, la première association d'anciennes hôtesses de l'air. Aujourd'hui, le DC-3 sur lequel elle volait dans les années 1940 est suspendu au plafond du National Air and Space Museum de Washington, DC.
Le 1er juillet 1984, Doris Self marque l'histoire du jeu vidéo quand, à l'âge de 58 ans, elle est sacrée « la championne du monde du jeu vidéo la plus âgée ». En tant que compétitrice sur Q*bert au Twin Galaxies' Video Game Masters Tournament de 1984, Doris Self décroche le record du monde avec 1 112 300 points selon les paramètres très difficiles du Twin Galaxies' Tournament, lesquels ne permettent que cinq personnes dans le jeu. 
En 2005, Doris Self se rend à Londres pour tenter de récupérer son titre de championne du monde du Q*bert. En tant que membre honoraire de l'équipe nationale des jeux vidéo des États-Unis, elle faisait partie d'une délégation de joueurs qui se rendent à Paris le jour de l'anniversaire de Napoléon (15 août 2005) pour livrer en mains propres une grande proclamation de 2,4 m de long, signée par des centaines de joueurs britanniques, défiant Paris à un tournoi de jeux vidéo franco-britannique opposant les deux capitales. 
Du 6 au 9 avril 2006, Doris Self affronte Kelly Tharp, originaire de Sellersburg dans l'Indiana lors d'un concours Q*bert très médiatisé, organisé au parc d'attractions Apollo Amusements à Pompano Beach en Floride. Intitulé « The King vs The Queen Q*bert Smackdown », l'événement a été filmé dans le cadre du documentaire The King of Kong: A Fistful of Quarters .  
Doris Self entre dans le Livre Guinness des records 2007 en tant que concurrente la plus âgée lors de compétitions internationales de jeux vidéos. Le film documentaire The King of Kong: A Fistful of Quarters détaille la quête de Doris Self pour récupérer le titre de « champion le plus âgé », remporté par John Lawton, le cofondateur de 72 ans du Funspot Family Fun Center à Weirs Beach, dans le New Hampshire, qui avait gagné le titre mondial sur Depthcharge.
Doris Self est encore en pleine préparation de sa prochaine tentative de record du monde sur Q*bert lorsqu'elle décède des suites d'un accident de voiture à Plantation en Floride, le 3 octobre 2006.